# Luis Milla
Luis Milla Aspas (Teruel, 12 de março de 1966) é um ex-futebolista e treinador espanhol. 

## Jogador
Atuando na posição de meia, iniciou sua carreira nas categorias de base do Barcelona. Pelo time principal foi campeão da Recopa Europeia de 1988-89. Transferiu-se 1990 ao Real Madrid onde atuou por sete temporadas, encerrando a carreira no Valencia. Pela seleção espanhola disputou três partidas.

## Treinador
Começou como treinador no pequeno Puçol em 2006. Na temporada 2007/2008 foi assistente do treinador Michael Laudrup no Getafe. Entre 2008 e 2012 foi o treinador das categorias de juniores da Seleção Espanhola de Futebol. Com ela já conquistou o Campeonato Europeu de Futebol Sub-21 de 2011.